# Patrick Spencer
Patrick Junior Santos Spencer (Cabo Verde, 24 de enero de 2002), más conocido como Patrick Spencer, es un jugador de baloncesto caboverdiano que con 2 metros y 3 centímetros, actualmente milita en la posición de ala-pívot en el Fibwi Palma de la Primera FEB. Es internacional con la Selección de baloncesto de Cabo Verde.

## Trayectoria
Nacido en Cabo Verde, tras llegar a España en la temporada 2022-23 firma con el Sun Chlorella Dragons de Liga EBA, con el que disputó un total de 26 encuentros con promedios de 6’7 puntos, 3’1 rebotes y 0’7 asistencias en 13’31 minutos de media por partido. 
En la temporada 2023-24, firma con el CB San Fernando de Liga EBA, con el que disputó un total de 24 partidos, con 22:08 minutos de media y promedios de 14’3 puntos, 8’3 rebotes y 0’8 asistencias para firmar una valoración de 17’1 de media.
El 23 de mayo de 2024, firma por Fibwi Palma de Segunda FEB, con el que disputa un total de 33 partidos con una media de 17,44 minutos en los que promedia 7,7 puntos por encuentro capturando 4,5 rebotes y repartiendo 0,5 asistencias. 
El 28 de junio de 2025, tras lograr el ascenso con Fibwi Palma a la Primera FEB, renueva su contrato para debutar en la división de plata del baloncesto español.

### Selección nacional
En 2024, debuta con la Selección de baloncesto de Cabo Verde.

## Clubs
- 2022-2023 Zentro Basket Madrid (Liga EBA)
- 2023-2024 CB San Fernando (Liga EBA)
- 2024-actualidad Fibwi Palma (Liga LEB Plata/Primera FEB)